# 4分鐘
《4分鐘》（英語：4 Minutes）是美国歌手麥當娜與賈斯汀·提姆布萊克和美国音樂制作人提姆巴蘭共同演唱的一首歌曲，这首歌收錄於麥當娜第十一张录音室专辑《娜式糖》中，並于2008年3月17日由华纳唱片作為主打單曲发行。
這首歌在美國公告牌百大熱門榜上達到了第三名，使麥當娜獲得了她的第37首前十名單曲，打破了貓王之前保持的前十名單曲記錄，成為擁有最多前十名熱門歌曲的藝術家。